# Saint-Prex
Saint-Prex är en ort och kommun vid Genèvesjön  i distriktet Morges i kantonen Vaud, Schweiz. Kommunen har 5 905 invånare (2023).
Läkemedelsföretaget Ferring, grundat i Malmö, har sitt huvudkontor i Saint-Prex.